# Pseudomagnivitellum ictalurum
Pseudomagnivitellum ictalurum är en plattmaskart. Pseudomagnivitellum ictalurum ingår i släktet Pseudomagnivitellum och familjen Macroderoididae. Inga underarter finns listade i Catalogue of Life.